# Hroznýšek červený
Hroznýšek červený (Charina bottae) je hroznýšovitý had ze západu USA. Je to jediný zástupce svého rodu. Někdy se sice udává i více zástupců, aktuálně jsou však brány jako poddruhy. Jde o Charina bottae bottae, Charina bottae umbratica a Charina bottae utahensis. Druh je pojmenován po cestovateli a archeologovi Paulo Emilia Botta.

## Rozšíření
Hroznýšek červený žije v USA ve státech: Washington, Oregon, Kalifornie, Idaho, Montana, Nevada, Utah, Wyoming a v Kanadě v provincii Britská Kolumbie.

## Vzhled
Jde o malého hádka, který obvykle nepřesahuje 40 centimetrů délky, někdy však dosáhne až 85 centimetrů. Dožívá se až 15 let. Má válcovité tělo, hladké šupiny, které na dotek působí jako gumové. Anglicky se mu říká rubber boa - gumový hroznýš. Šupiny na hlavě má zvětšené kvůli rytí v podzemí. Hlava je drobná a prakticky neodlišitelná od zbytku těla, ocas je krátký a výrazně kulatý. Hroznýšek ho používá při obraně na odlákání nepřítele. Několik posledních obratlů v ocasu má srostlých. Díky tvaru jeho ocasu se mu také někdy říká dvouhlavý had.
Barvu má většinou hnědou, někdy je zbarven do žluta. Břicho mají světlejší. Mláďata jsou zbarvena narůžověle.

## Způsob života a rozmnožování
Hroznýšek obývá různorodé biotopy. Nejraději má sušší místa, jehličnaté lesy, louky a další horské oblasti. Je aktivní hlavně v noci, ve dne se však rád vyhřívá na kamenech nebo na cestách, často je k nalezení pod trouchnivějícím dřevem nebo pod kameny. Občas je také k vidění v keřích, ale raději loví pod zemí. Umí i dobře plavat.
Loví hlavně drobné savce, nepohrdne však ani ještěrkami, obojživelníky, ptačími mláďaty nebo i jinými hady. Páří se na jaře, samice koncem léta nebo počátkem podzimu porodí 2 až 10 živých mláďat, která při narození měří 18 až 20 centimetrů. V severních a horských areálech svého rozšíření upadá přes zimu do hibernace.

## Obrana
Zajímavý je jeho způsob obrany. V ohrožení se stočí do pevné koule, hlavu si chrání uvnitř, zatímco ocas vztyčuje a podniká ním útoky proti nepříteli. Právě proto má ocas tak podobný hlavě. Pokud predátor zaútočí, tak hroznýšek vyvázne se zraněným ocasem, zatímco životně důležitou hlavu má nezraněnou. V zajetí však tento obranný mechanismus brzy ztrácí.